# Hugo Boss
HUGO BOSS — немецкая компания-производитель модной одежды. Штаб-квартира — в городе Метцинген (земля Баден-Вюртемберг, Германия).

## История
В 1923 году Хуго Фердинанд Босс (Hugo Ferdinand Boss) основал в Метцингене небольшую швейную фабрику по производству рабочей и спортивной одежды.
В 1930 году предприятие оказалось на грани банкротства. В 1931 году Хуго Босс вступил в НСДАП и получил партийный заказ на производство униформы СА, СС и гитлерюгенда, дизайн которой был разработан Карлом Дибичем. В 1934 году Босс купил ткацкую фабрику и перенёс на её территорию свои швейные мастерские. В 1937 году у Хуго Босса работали почти сто человек. С началом Второй мировой войны его фабрика была объявлена важным военным предприятием и получила заказ на изготовление униформы для вермахта. В период с 1940 по 1945 год на фабрике были задействованы 140 подневольных рабочих – в основном из Польши и Украины, а также 40 французских военнопленных.
После окончания войны Босс переключился на шитьё униформы для железнодорожников и почтальонов.
После смерти Хуго Босса в 1948 году фирму возглавил его зять Ойген Холи. В 1953 году Hugo Boss выпустила первый мужской костюм. В 1967 году компания перешла в руки детей Ойгена Холи — Уве и Йонена. В 1975 году фирма привлекла к сотрудничеству австрийского модельера Вернера Бальдессарини. В 1985 году компания вышла на биржу. В 1991 году контрольный пакет акций приобрёл итальянский концерн Marzotto, и в 1993 году братья Холи покинули бизнес. В 2002 году Marzotto включил принадлежащие ему модные бренды, включая Hugo Boss, в конгломерат Valentino Fashion Group, который в 2007 году был продан концерну Permira. В 2012 году конгломерат был расформирован при перепродаже бренда Valentino катарскому инвестиционному фонду Mayhoola.
В 2000 году под давлением общественности компания вступила в фонд «Память, ответственность, будущее», созданный крупными немецкими фирмами для выплаты компенсаций бывшим подневольным рабочим.

## Деятельность
В большинстве случаев, рубашки Hugo Boss производятся в странах с недорогой рабочей силой, таких как Китай, Турция, Вьетнам, Македония, и Бангладеш. Качество таких рубашек зачастую оставляет желать лучшего. Made-to-measure рубашки изготавливаются в Швейцарии с более высоким качеством и вниманием к деталям. Основные производственные мощности компании находятся в городе Измире (Турция).
Общая численность персонала — 14 тыс. человек (2021).
CEO компании — Даниэль Гридер.
За II квартал 2024 года операционная прибыль Hugo Boss упала на 42 %. Это самый слабый показатель с 2021 года.

### Парфюмерия Hugo Boss
Парфюмерия под маркой Hugo Boss выпускается по лицензии компанией Coty. Первый аромат Hugo Boss был выпущен в 1985 году под названием Hugo Boss Number One. Всего в настоящее время существует 42 аромата от Hugo Boss. В рекламе парфюмерии Hugo Boss принимали участие голливудские актёры Райан Рейнольдс, Джаред Лето, Джонатан Рис-Майерс и Джерард Батлер.